# طول بیروم

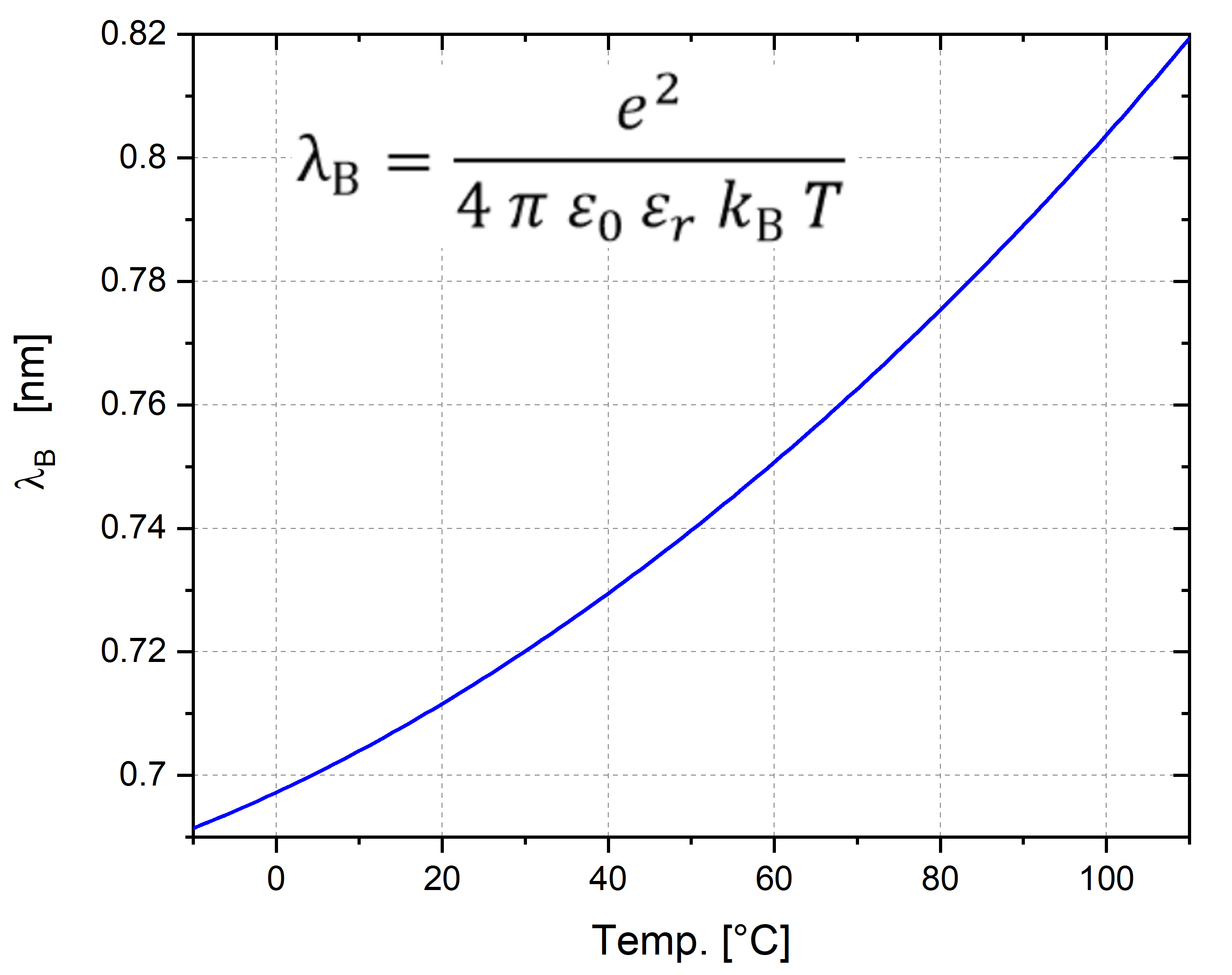
طول بیروم در آب به عنوان تابعی از دما محاسبه می‌گردد.

طول بیروم (به انگلیسی: Bjerrum length) فاصله‌ای است که بر هم کنش الکتروستاتیکی بین دو بار بنیادی از نظر اندازه قابل مقایسه با مقیاس انرژی گرمایی، {\displaystyle k_{B}T}، است که {\displaystyle k_{B}} ثابت بولتزمن و {\displaystyle T} دمای مطلق در واحد کلوین است. هم چنین این طول را می‌توان به عنوان شاخصی برای میزان اثر پوششی بر هم کنش‌های الکتروستاتیکی در محیطی خاص در نظر گرفت.
در واحدهای استاندارد، SI، طول بیروم به صورت
{\displaystyle \lambda _{B}={\frac {e^{2}}{4\pi \epsilon _{0}\epsilon _{r}\ k_{B}T}}}
است که {\displaystyle e} بار بنیادی، {\displaystyle \epsilon _{r}} ثابت دی‌الکتریک نسبی محیط و {\displaystyle \epsilon _{0}} ثابت گذردهی خلاء می‌باشد. برای آب در دمای اتاق {\displaystyle T=300K}، {\displaystyle \epsilon _{r}\approx 80} و بنابراین {\displaystyle \lambda _{B}\approx 0.7nm} می‌باشد.
در واحدهای گاوسی، {\displaystyle 4\pi \epsilon _{0}=1} است و طول بیروم را به صورت ساده‌تر
{\displaystyle \lambda _{B}={\frac {e^{2}}{\epsilon _{r}k_{B}T}}}.
می‌توان نمایش داد.